# Дежан
Дежан (рум. Dejan) — село у повіті Тіміш в Румунії. Входить до складу комуни Моравіца.
Село розташоване на відстані 390 км на захід від Бухареста, 52 км на південь від Тімішоари.

## Населення
За даними перепису населення 2002 року у селі проживали 266 осіб.
Національний склад населення села:
| Національність | Кількість осіб | Відсоток |
| -------------- | -------------- | -------- |
| румуни         | 218            | 82,0%    |
| угорці         | 31             | 11,7%    |
| серби          | 16             | 6,0%     |

Рідною мовою назвали:
| Мова      | Кількість осіб | Відсоток |
| --------- | -------------- | -------- |
| румунська | 219            | 82,3%    |
| угорська  | 30             | 11,3%    |
| сербська  | 16             | 6,0%     |